# Solana (Cagayan)
Pour les articles homonymes, voir Solana.
Solana est une municipalité de la province de Cagayan, aux Philippines.

## Barangays
Solana compte 31 barangays.
- Andarayan North
- Lannig
- Bangag
- Bantay
- Basi East
- Bauan East
- Cadaanan
- Calamagui
- Carilucud
- Cattaran
- Centro Northeast (Pob.)
- Centro Northwest (Pob.)
- Centro Southeast (Pob.)
- Centro Southwest (Pob.)
- Lanna
- Lingu
- Maguirig
- Nabbotuan
- Nangalisan
- Natappian East
- Padul
- Palao
- Parug-parug
- Pataya
- Sampaguita
- Maddarulug (Santo Domingo)
- Ubong
- Dassun
- Furagui
- Gadu
- Iraga
- Andarayan South
- Basi West
- Bauan West
- Calillauan
- Gen. Eulogio Balao
- Natappian West
- Malalam-Malacabibi